# Charles T. Barney
Pour les articles homonymes, voir Barney.
Charles Tracy Barney (né le 27 janvier 1851et mort le 14 novembre 1907) est un financier américain. Il fut président de la société fiduciaire Knickerbocker dont la faillite, peu de temps avant sa mort, fut le facteur déclenchant de la panique bancaire américaine de 1907.